# Charles Paulin François Matet
Charles Paulin François Matet, né à Montpellier le 13 février 1791, et mort dans la même ville le 19 juillet 1870, est un peintre français.

## Biographie
Né à Montpellier le 13 février 1791 de Marianne Couloudre et d'Antoine François Matet, financier, peintre et professeur de dessin, Charles Paulin François Matet commence sa formation avec son père, puis s'installe à Paris pour se perfectionner auprès de Louis Hersent.
Portraitiste reconnu sous la Restauration et le Second Empire, Charles Matet est une figure incontournable de la peinture montpelliéraine. Professeur à l'école des beaux-arts de Montpellier dès 1827, il succède en 1837 à François-Xavier Fabre comme conservateur du musée Fabre, poste qu'il occupe jusqu'à sa mort le 19 juillet 1870. 
Il réalise plusieurs centaines de portraits de membres de la haute société languedocienne mais aussi quelques scènes de genre . 
Il forme de nombreux élèves parmi lesquels Alexandre Cabanel, Ernest Michel, Édouard-Antoine Marsal et aussi Eugène Castelnau, Alfred Bruyas, Antoine Guillaume Trinquier (Le Vigan 1er juillet 1833 - Montpellier 21 mai 1911), Antonin Marie Chatinière (1828-1904 c.), le sculpteur Auguste Baussan, personnalités que fréquentait Frédéric Bazille.
Il expose au Salon de 1824 à 1869, avec en 1833 un portrait d'homme (n°812) et en 1859 une étude de tête d'homme (conservée au musée d'Art et d'Archéologie de Laon).
Le 14 août 1857, il est nommé chevalier de la Légion d'honneur,.
Veuf à deux reprises, de Sophie de Bay d'abord puis de Marie Vergnes, il épouse en troisièmes noces Marie Magdelaine Léontine Sablier ; son frère Abraham Esprit Matet, né le 7 juin 1802, fut professeur de dessin à l'école des beaux-arts de Montpellier.
Charles Paulin François Matet est essentiellement un portraitiste.

## Œuvres dans les collections publiques
- Laon, musée d'Art et d'Archéologie : Tête d'homme, étude, 1859.
- Montpellier :
  - musée Fabre :
    - L'Atelier des élèves de David 1814 , d'après le tableau de Léon Mathieu Cochereau, réalisée probablement lors de son séjour parisien ;
    - Portrait de femme, 1823 ;
    - Autoportrait, 1832 ;
    - Sophie de Bay, sa première épouse, avant 1838 ;
    - Mademoiselle de Lassus, 1844 ;
    - Main d'Alfred Bruyas, 1845-1848 ;
    - La veste de velours, 1851 ;
    - Nature morte de fruits, 1851 ;
    - Marquis de Montcalm, 1855 ;
    - Un prêtre ;
    - Madame Charles Estor, 1868 ;
    - L'Arracheur de dents, d'après Gerrit Dou ;
    - Monseigneur Marie-Nicolas Fournier (1750-1834) , évêque de Montpellier de 1806 à 1834, dépôt de l'archidiocèse,  Classé MH[6].

  - faculté de Médecine :
    - des portraits de personnalités médicales, protégés en tant qu'objets monuments historiques :
      - Étienne Frédéric Bouisson-Bertrand (1813-1884), professeur de Physiologie à la faculté de Médecine de Strasbourg de 1838 à 1840, professeur de Pathologie externe, de Clinique chirurgicale, d'Opérations et d'Appareils à la faculté de Médecine de Montpellier de 1840 à 1884, doyen de 1868 à 1879,membre du Conseil supérieur de l'Instruction publique de 1873 à 188, correspondant de l'Institut,  Classé MH[7] ;
      - Eugène Estor, professeur d'opérations et d'appareils (1796-1856),  Classé MH[8] ;
      - Michel Serre , professeur de Clinique chirurgicale (mort en 1840),  Classé MH[9].

  - faculté de Pharmacie : 
    - Pierre Marcel Toussaint de Serres de Mesplès (1780-1862) , professeur de minéralogie et de géologie à la Faculté des sciences de Montpellier dès sa création en 1809 et ce durant 53 ans,  Inscrit MH[10].

  - faculté des Sciences : 
    - Édouard Albert Roche (1820-1883), chargé de cours (1849-1852), puis professeur de mathématiques transcendantes de 1852 à 1883, célèbre pour ses découvertes en matière de mécanique céleste,  Classé MH[11] ;
    - Joseph Diez Gergonne (1771-1859), professeur d'astronomie à la faculté des Sciences de Montpellier de 1816 à 1836,  Classé MH[12].
- Saint-Gilles-du-Gard, château d'Espeyran :  Portrait de madame Frédéric Sabatier d'Espeyran , née Félicie Durand,  Inscrit MH[13].

Œuvres de Charles Paulin François Matet
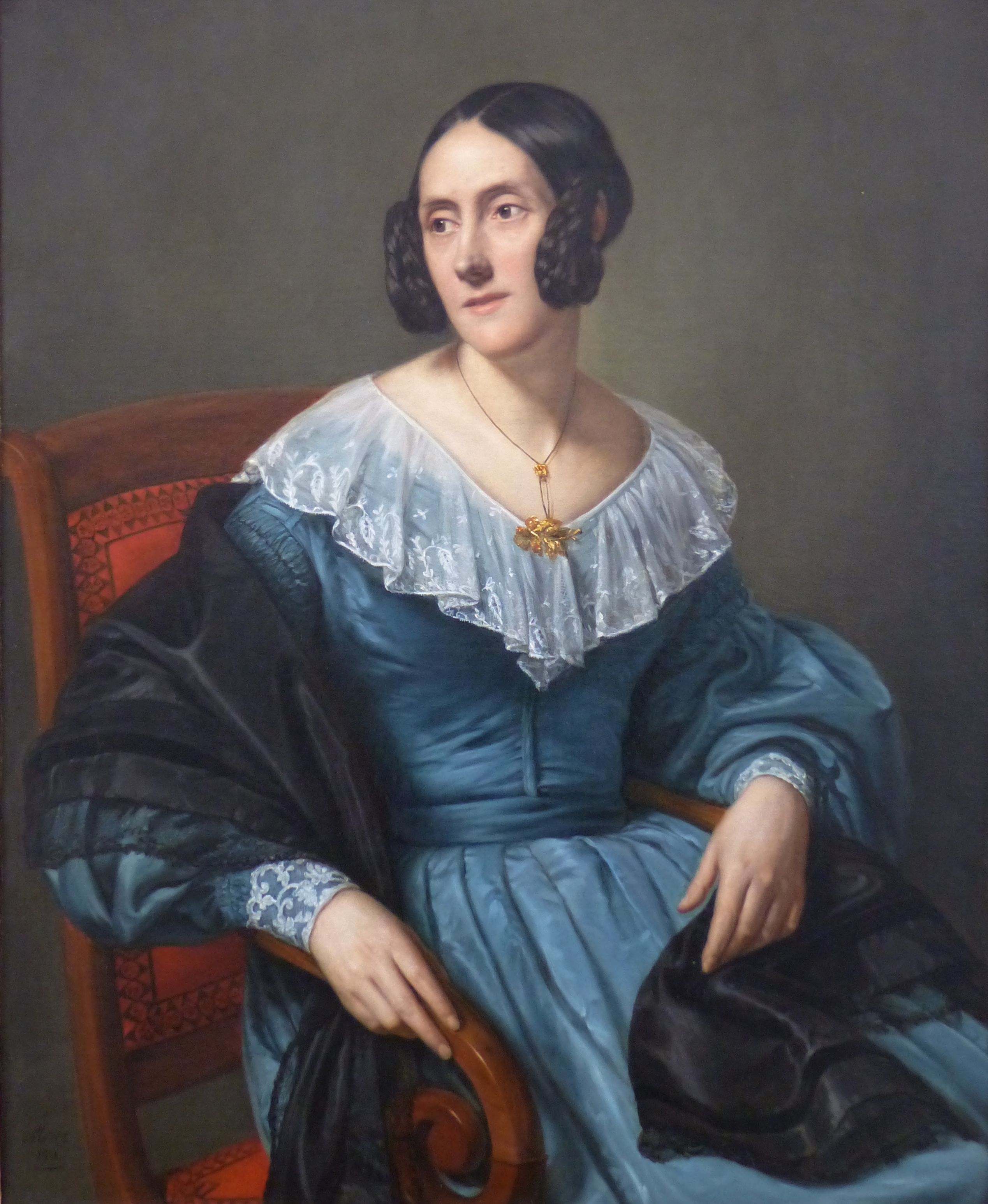
Mademoiselle de Lassus (1844), Montpellier, musée Fabre
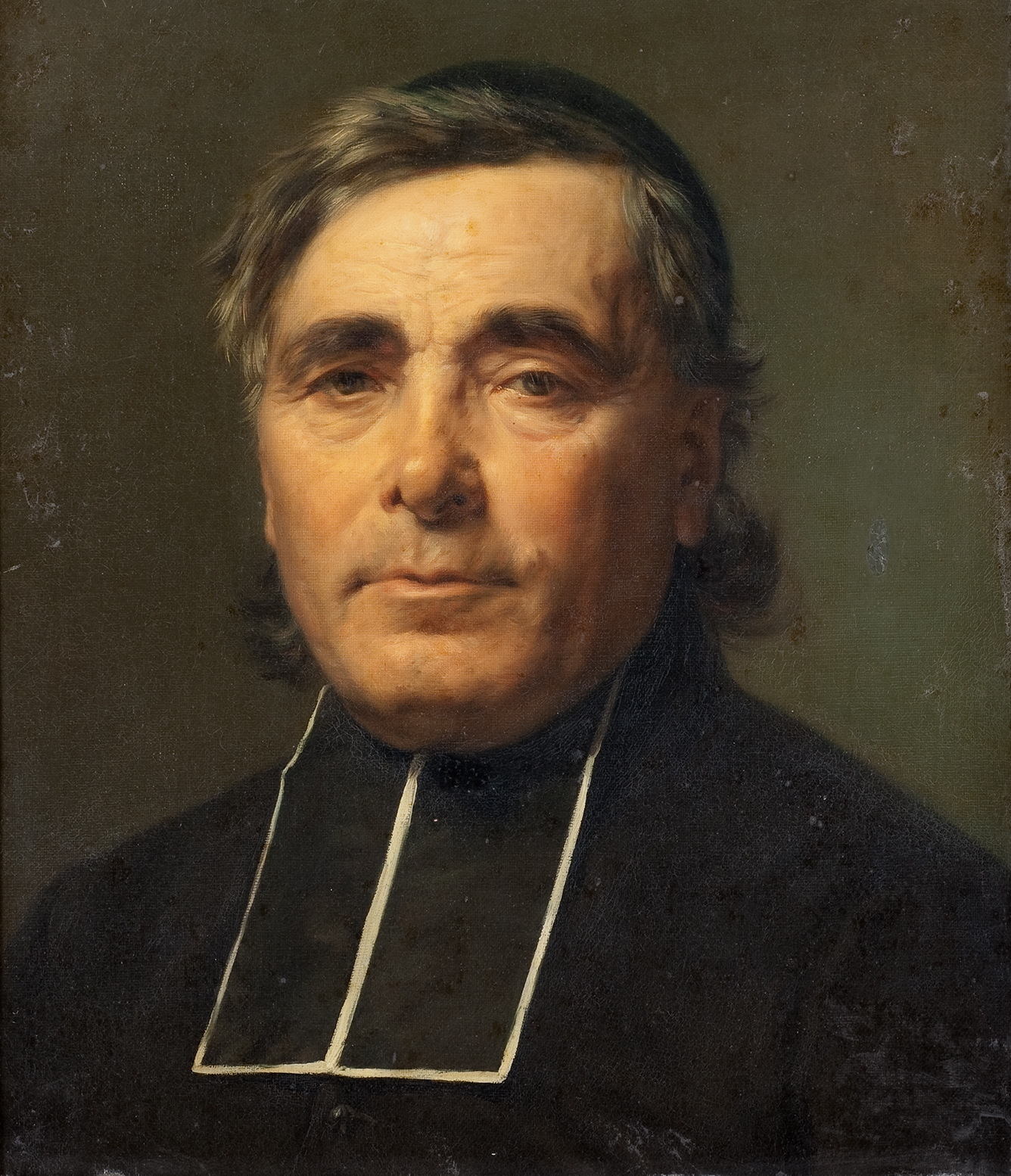
Un Prêtre, Montpellier, musée Fabre
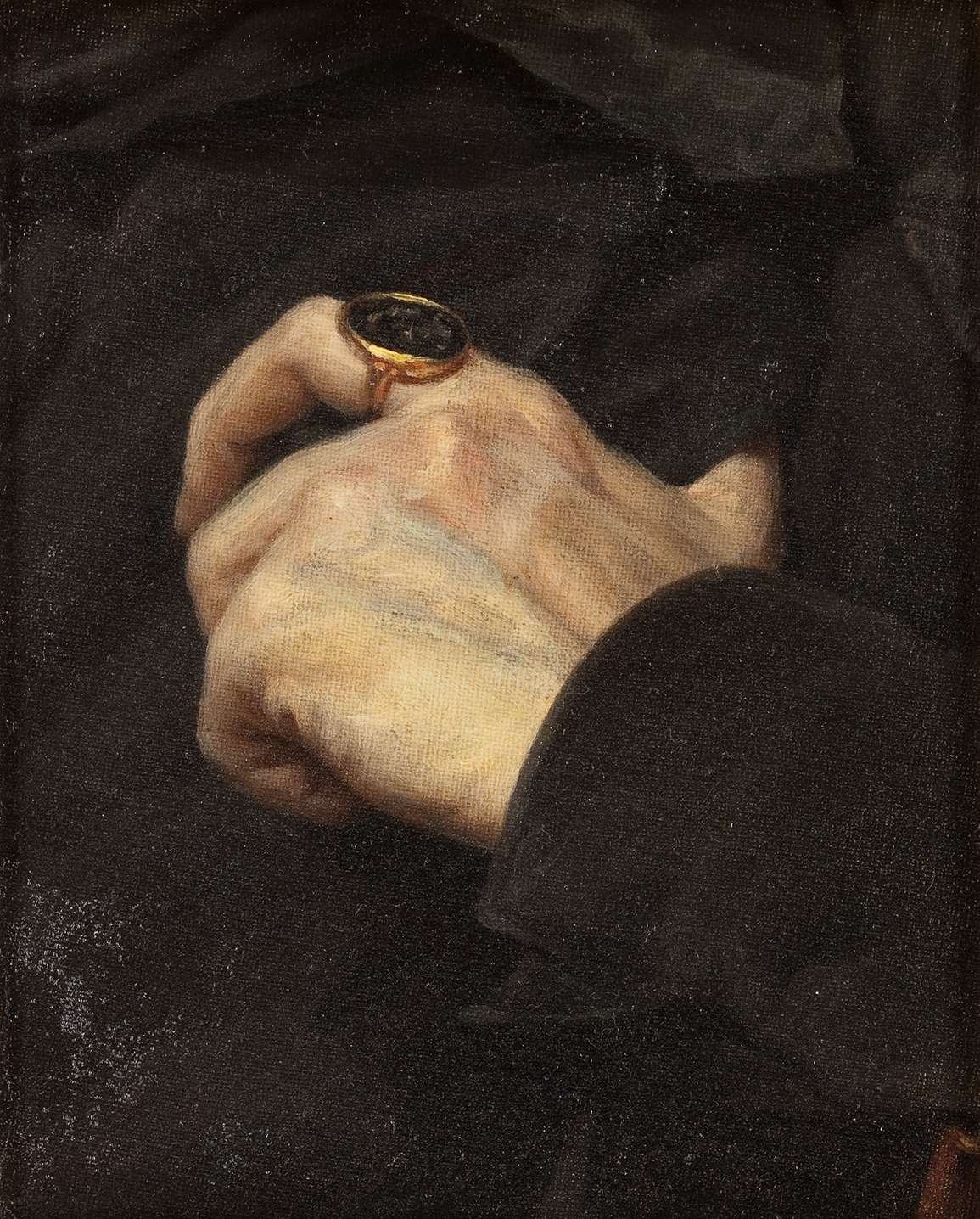
Main gauche d'Alfred Bruyas (vers 1845-1848), Montpellier, musée Fabre
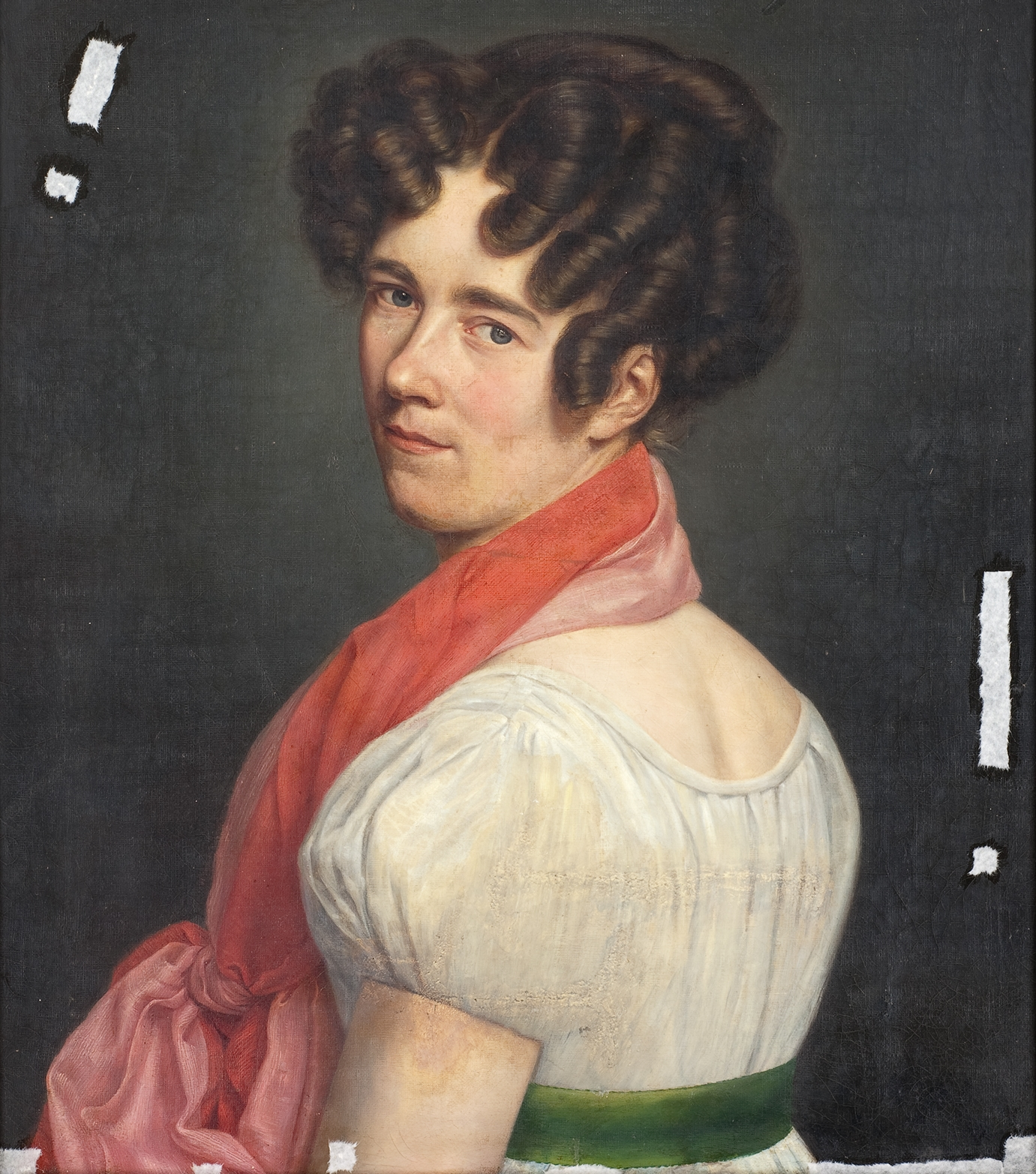
Sophie de Bay, première épouse de Charles Matet, Montpellier, musée Fabre
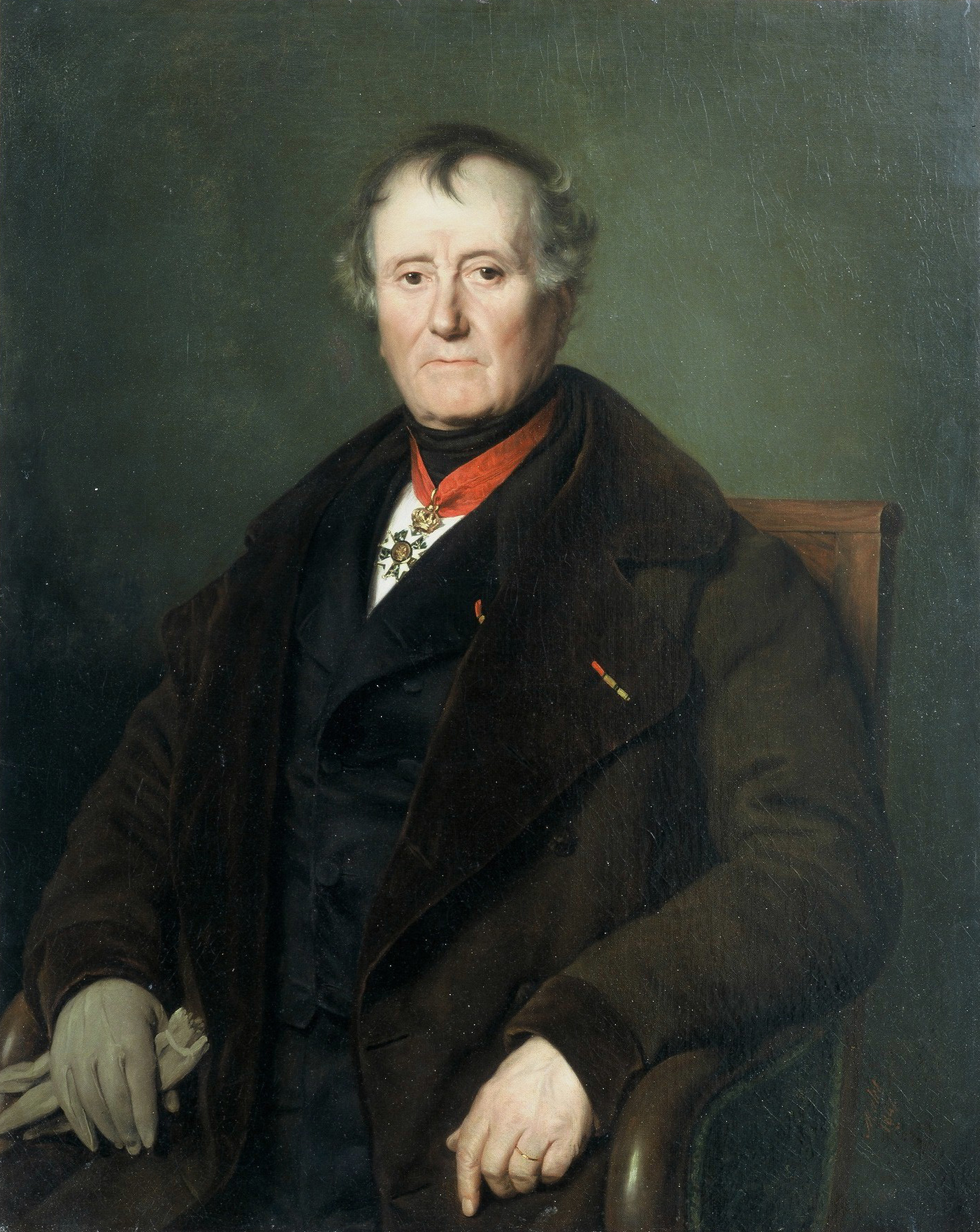
Hilaire-Benoît Reynaud, général & baron de l'Empire Français (1847)